# هاي فايف
هاي فايف أو هاي خمسة (بالإنجليزية: Hi5)‏ هو موقع ويب وشبكة اجتماعية (بالإنجليزية: Social network)‏ أمريكي. أسس الشركة رامو يلمنشي سنة 2003.
Bill Gossman عين المدير التنفيذي في أبريل 2009. و Alex St. John انضمت إلى الرئيس ومنظمة السياحة القبرصية في نوفمبر 2009.في أول 2010 اشترت هاي فايف شركة بيغ سيكس للألعاب.

## الإمكانيات
في هاي فايف، يصنع كل مستخدم صفحة شخصية «بروفاليل» له، ويمكن للمستخدم وضع صور وموسيقى والمزيد في صفحته الشخصية. تسمح هاي فايف أيضا اللعب بألعاب «أونلاين» على الويب، وتسمح أيضا للمستخدمون ان يبعثوا الطلبات عبر البريد الالكتروني لبعضهم البعض. يمكن في هاي فايف بعث طلبات اصدقاء، يستطيع المستخدم الذي عنده طلب لصديق، ان يقبل أو لا أو أن يمنع المستخدم الذي طلب «بلوك». إذا قبل الطلب، سيكونان الاثنان متصلان ببعضهما البعض ويظهر الذي طلب الصداقة في قائمة اصدقاء الذي قبل الصداقة والعكس صحيح.
ومكانات لمقابلة الأصدقاء الجدد والقدماء. يجمعك مع الأشخاص الذين لم تراهم منذ مدة ويربطك بهم ويعرفك على أشخاص جدد. كل ذلك مجانا. يمكنك رؤية شبكة الأصدقاء ومراسلتهم والبحث في صورهم والتعليق عليها.
في أوائل 2010، بدأت هاي فايف بالانتقال التدريجي من موقع شبكة اجتماعية إلى موقع العاب اجتماعية وفتحت لمبرمجي ألعاب جدد.

## سوق الاسهم
وفقا لـ comScore في عام 2008 كانت Hi5 ثالث شبكة اجتماعية شعبية من حيث عدد الزوار شهريا. على الرغم من انها انشئت في الولايات المتحدة ومقرها أيضا في الولايات المتحدة، فهي مشهورة أكثر في بلدان أخرى، لاسيما في أمريكا اللاتينية. صنفت في المرتبة 37 في العالم (فقط بين الناس الذين لديهم شريط أدوات اليكسا مثبتا على المستعرض الخاص بهم)ولكن فقط في المرتبة 84 في الولايات المتحدة.

## وصلات خارجية
- الموقع الرسمي